# Jerome Steever
Jerome Elwell Steever (Milwaukee, Wisconsin, 7 de gener de 1880 – San Diego, Califòrnia, 5 de gener de 1957) va ser un waterpolista estatunidenc que va competir a principis del segle xx.
El 1904 va prendre part en els Jocs Olímpics de Saint Louis, on va guanyar la medalla de plata en la competició de waterpolo com a membre de l'equip Chicago Athletic Association.